# Epsilon Hydrae
Epsilon Hydrae (ε Hya, Ashlesha) – gwiazda wielokrotna w gwiazdozbiorze Hydry. Znajduje się około 129 lat świetlnych od Słońca.

## Nazwa
Gwiazda ta ma nazwę własną Ashlesha, która wywodzi się z tradycji indyjskiej. Dla Hindusów gwiazda ta należy do 9. nakszatry (konstelacji) Aślesza (dewanagari: आश्लेषा), łączy ją z następną nakszatrą Magha. Międzynarodowa Unia Astronomiczna w 2018 roku formalnie zatwierdziła użycie nazwy Ashlesha dla określenia tej gwiazdy.

## Charakterystyka
Jest to układ złożony z co najmniej czterech gwiazd. Najjaśniejszy składnik A to żółty olbrzym należący do typu widmowego G, któremu towarzyszy składnik B będący gwiazdą ciągu głównego, typu widmowego A. Składnik A ma temperaturę 4900 K i świeci 52 razy jaśniej niż Słońce, składnik B ma temperaturę 7700 K i świeci 12 razy jaśniej niż Słońce. Na niebie dzieli je 0,3 sekundy kątowej (pomiar z 2014 r.). Składniki te okrążają wspólny środek masy w okresie 15,09 roku, w przestrzeni dzieli je średnio 10 au (ze względu na ekscentryczność orbit odległość zmienia się od 3,5 do 16,6 au).
Wokół tej pary krąży składnik C, gwiazda o obserwowanej wielkości gwiazdowej 6,66m. Widmo wskazuje, że jest to gwiazda typu widmowego F; okrąża ona centralną parę w czasie 590 lat, w średniej odległości 130 au. Ma temperaturę 6000 K i świeci 2,8 raza jaśniej niż Słońce. Jest to gwiazda spektroskopowo podwójna; widmo drugiego składnika nie jest widoczne, ale wahania widma pierwszego wskazują na okres orbitalny 9,905 doby.
Ponadto w odległości 18″ od centralnej pary widoczna jest gwiazda D o wielkości 12,5m. Podobny ruch własny wskazuje, że może ona być piątym składnikiem tego systemu. Pozostałe dwie gwiazdy widoczne w pobliżu przemieszczają się za szybko względem Epsilon Hydrae, aby należeć do systemu.